# António Fragoso
António de Lima Fragoso (Pocariça, Cantanhede, 17 de Junho de 1897 — 13 de Outubro de 1918), filho de Viriato de Sá Fragoso e de Maria Isabel de Sá Lima, foi um compositor, musicólogo, e pianista português. Era o mais velho de cinco irmãos: Maria do Céu Lima Fragoso (1899-14 Outubro 1918), Carlos Lima Fragoso (1900-17 Outubro 1918), Maria Isabel Lima Fragoso (1903-15 Outubro 1918) e Maria Fernanda Lima Fragoso (1915-?).

## Vida
Cedo se revelou a sua extraordinária vocação. Aos 8 anos começou a ter as primeiras lições de piano foram dadas pelo seu tio, Dr. António dos Santos Tovin, estudou piano com o professor Ernesto Maia. 
Aos 16 anos publicou e deu a primeira audição da sua primeira composição "Toadas da minha aldeia", a que a crítica musical deu os maiores aplausos. Aos 17 anos, entrou no Conservatório Nacional de Música, em Lisboa, estudou harmonia, e piano com Marcos Garin, Tomás Borba e Luís de Freitas Branco. Em 3 de Julho de 1918, concluiu o curso de piano com a classificação máxima.
Em 13 de Outubro do mesmo ano faleceu, na Pocariça, vitimado pela gripe pneumónica.
Deixou mais de cem composições musicais, de reconhecido valor, já nesse tempo apreciadas nos centros musicais da Europa.

## Obra
Entre outras obras destacam-se os seus "Prelúdios para piano", "Danças Portuguesas", "Lieder" para canto, as suas peças de câmara, e como peça culminante da sua obra instrumental o belo "Nocturno" para orquestra.
António de Lima Fragoso desconhecia regras, renegava disciplinas de escola, surgiu como um fruto revolucionário de uma arrebatada predestinação, como um caso de intuição sem igual na história da música portuguesa.
Ainda em vida, mas sobretudo depois, foi alvo de numerosas homenagens em Portugal e no estrangeiro. Um célebre crítico de arte musical veio a Portugal, a fim de conhecer melhor a sua vida e obra, afirmando que este era mais conhecido na América que em Portugal.
Manuela Paraíso descreve o seu estilo musical como "tendo notáveis influências de Chopin, Debussy e Fauré", mas também afirma que "sua música, bela melancolia tem uma identidade própria".
Hoje, a Associação António Fragoso existe para comemorar o seu trabalho, e promover gravações e performances de suas músicas.